# Benoy Krishna Tikader
Benoy Krishna Tikader, bekend als B.K. Tikader (Joydihi in Khulna, 1 juni 1928 - Calcutta, 12 augustus 1994), was een Indiaas arachnoloog en zoöloog. Hij was in zijn tijd een leidend Indiaas expert in spinnen.
Hij was lid van de Zoological Survey of India en auteur van het meest volledige werk over Indiase spinnen, het Handbook of Indian Spiders met eerste druk in 1987. Het boek beschrijft 40 families en 1066 soorten spinnen uit India, waarvan hij er vele zelf ontdekt had. Het handboek is trouwens een gids naar alle spinachtigen, inclusief enkele schorpioenen en niet enkel spinnen. 
Barman eerde hem door een soort vissen, de Aborichthys tikaderi, naar hem te vernoemen. Vele arachnologen eerden hem door een spin naar hem te vernoemen waaronder de Pistius tikaderi, de Pardosa tikaderi, de Oxyopes tikaderi, de Nodocion tikaderi, de Pterotricha tikaderi, de Scopoides tikaderi, de Clubiona tikaderi, de Eilica tikaderi, de Marpissa tikaderi, de Olios tikaderi, de Storena tikaderi, de Poecilochroa tikaderi, de Hahnia tikaderi, de Xysticus tikaderi, de Drassodes tikaderi, de Chorizopes tikaderi en de Theridion tikaderi. En ook een insect (de Modicogryllus tikaderi) draagt zijn naam.